# Afonia (film)
Afònia (in russo Афоня?, Afonja) è un film del 1975 diretto da Georgij Nikolaevič Danelija.

## Trama
Il film tratteggia la vita di un comune idraulico russo negli anni '70.